# Бледа саламандра
Бледа саламандра (Gyrinophilus palleucus), наричана също тенесийска пещерна саламандра, е вид земноводно от семейство Plethodontidae. Видът е световно застрашен, със статут Уязвим.

## Разпространение
Разпространен е в САЩ.